# XEV
XEV Ltd – włosko-hongkoński producent elektrycznych mikrosamochodów z siedzibą w Hongkongu działający od 2016 roku.

## Historia
W 2016 roku chiński inżynier i przedsiębiorca, Tik Lou, zaangażował zespół rodzimych współpracowników, a także doświadczonych m.in. w ówczesnym koncernie FCA projektantów. W efekcie powstał motoryzacyjny startup XEV, za siedzibę obierając Hongkong, z biurem stylistycznym zlokalizowanym z kolei we włoskim Turynie.
Wraz z rozpoczęciem działalaności XEV skoncentrowało się na rozwoju swojego projektu, elektrycznego mikrosamochodu z elementami wykonanymi w drukarce 3D, wstępne finansowanie gromadząc dzięki funduszom europejskim. W 2019 roku przedsiębiorstwo ogłosiło, że jego pojazd będzie wytwarzany w nowo nabytych zakładach w chińskim Szanghaju.
Przedprodukcyjny egzemplarz samochodu XEV przedstawiony został w grudniu 2019 roku, z planami rozpoczęcia seryjnej produkcji w sierpniu 2020 roku w przypadku zgromadzenia potrzebnych środków w ramach kampanii crowdfundingowej. Finalny model zadebiutował ostatecznie we wrześniu 2021 roku, w tym samym miesiącu nie tylko trafiając do produkcji seryjnej, ale i mając światowy debiut na targach samochodowych IAA 2021 w Monachium.

## Modele samochodów

### Obecnie produkowane
- Yoyo